# Liste der Nummer-eins-Hits in Deutschland (2007)
Diese Liste enthält alle Nummer-eins-Hits in Deutschland im Jahr 2007. Es gab in diesem Jahr 17 Nummer-eins-Singles und 24 Nummer-eins-Alben.
Die Single- und Albumcharts werden von Media Control wöchentlich zusammengestellt. Sie berücksichtigen sowohl online Download-Käufe als auch den Verkauf physischer Tonträger (CDs). Auswertungszeitraum ist jeweils Freitag bis Donnerstag der nachfolgenden Woche. Am Dienstag darauf werden die Charts zunächst für die Musikindustrie bekannt gegeben, die offizielle Veröffentlichung erfolgt jeweils am Freitag darauf.

## Singles
| ← 2006 ← | Liste der Nummer-eins-Hits in Deutschland | Liste der Nummer-eins-Hits in Deutschland | Liste der Nummer-eins-Hits in Deutschland | 2008 →                    |
| \| Zeitraum \| Wo. ges. \| Interpret \| Titel Autor(en) \| Zusätzliche Informationen \| \| (Zeitraum, Wochen auf Platz eins, Interpret, Titel, Autor[en], zusätzliche Informationen) \| \| \| \| \| \| ----------------------------------------------------------------------------------------- \| -------- \| ------------------------------ \| ------------------------------------------------------------------------------------------------------------------------------------------------------------------ \| ------------------------- \| \| 29. Dezember 2006 – 8. Februar 2007 6 Wochen \| 6 \| Nelly Furtado \| All Good Things (Come to an End) Nelly Kim Furtado, Timothy Z. Mosley, Floyd Nathaniel Hills, Christopher Anthony John Martin \| – \| \| 9. Februar 2007 – 15. Februar 2007 1 Woche \| 1 \| Tokio Hotel \| Übers Ende der Welt Dave Roth, Patrick Benzner, David Jost, Peter Hoffmann \| – \| \| 16. Februar 2007 – 22. Februar 2007 1 Woche \| 1 \| Herbert Grönemeyer \| Lied 1 – Stück vom Himmel Herbert Arthur Grönemeyer \| – \| \| 23. Februar 2007 – 1. März 2007 1 Woche \| 1 \| Höhner \| Wenn nicht jetzt, wann dann? Jan-Peter Fröhlich, Peter Werner Jates, Ralf Rudnik, Henning Krautmacher, Hannes Schöner, Jens Streifling, Norbert Böll \| – \| \| 2. März 2007 – 3. Mai 2007 9 Wochen (insgesamt 11) \| 11 \| DJ Ötzi & Nik P. \| Ein Stern (… der deinen Namen trägt) Nikolaus Presnik \| – \| \| 4. Mai 2007 – 10. Mai 2007 1 Woche \| 1 \| Beyoncé & Shakira \| Beautiful Liar Amanda Ghost, Ian Alec Harvey Dench, Beyoncé Gisselle Knowles, Mikkel Storleer Eriksen, Tor Erik Hermansen \| – \| \| 11. Mai 2007 – 24. Mai 2007 2 Wochen (insgesamt 11) \| 11 \| DJ Ötzi & Nik P. \| Ein Stern (… der deinen Namen trägt) Nikolaus Presnik \| – \| \| 25. Mai 2007 – 7. Juni 2007 2 Wochen \| 2 \| Mark Medlock \| Now or Never Dieter Bohlen \| – \| \| 8. Juni 2007 – 12. Juli 2007 5 Wochen \| 5 \| Rihanna feat. Jay-Z \| Umbrella Thaddis Laphonia Harrell Jr., Shawn C. Carter, Christopher A. Stewart, Terius Youngdell Nash \| – \| \| 13. Juli 2007 – 19. Juli 2007 1 Woche (insgesamt 4) \| 4 \| Mark Medlock & Dieter Bohlen \| You Can Get It Dieter Bohlen \| – \| \| 20. Juli 2007 – 26. Juli 2007 1 Woche \| 1 \| Monrose \| Hot Summer Mikkel R. Sigvardt, Thomas Skov Troelsen \| – \| \| 27. Juli 2007 – 16. August 2007 3 Wochen (insgesamt 4) \| 4 \| Mark Medlock & Dieter Bohlen \| You Can Get It Dieter Bohlen \| – \| \| 17. August 2007 – 23. August 2007 1 Woche \| 1 \| Azad feat. Adel Tawil \| Prison Break Anthem (Ich glaub’ an dich) Adel El Tawil, Florian Fischer, Hamid Chizari, Navid Chizari, Azad Azadpour \| – \| \| 24. August 2007 – 4. Oktober 2007 6 Wochen \| 6 \| Culcha Candela \| Hamma! Andreas Herbig, Hanno Graf, Don Cali, Chino con Estilo, Lars Barragán De Luyz, Mateo Jasik, John Magiriba Lwanga, Osman Fernando Perdomo \| – \| \| 5. Oktober 2007 – 18. Oktober 2007 2 Wochen \| 2 \| Rihanna \| Don’t Stop the Music Michael J. Jackson, Frankie Storm, Tor Erik Hermansen, Mikkel Storleer Eriksen \| – \| \| 19. Oktober 2007 – 25. Oktober 2007 1 Woche \| 1 \| Die Ärzte \| Junge Farin Urlaub \| – \| \| 26. Oktober 2007 – 15. November 2007 3 Wochen \| 3 \| Plain White T’s \| Hey There Delilah Tom Higgenson \| – \| \| 16. November 2007 – 22. November 2007 1 Woche \| 1 \| Alex C. feat. Y-ass \| Du hast den schönsten Arsch der Welt Musik: Filippo Andrea Carmeni, Gianni Fontana, Maurizio Molella, Roberto Santini; Text: Alex Jörg Christensen, Peter Könemann \| – \| \| 23. November 2007 – 24. Januar 2008 9 Wochen \| 9 \| Timbaland presents OneRepublic \| Apologize Ryan B. Tedder \| – \| |                                           |                                           | |                           |
| ← 2006 |                                           |                                           | | → 2008 →                  |
| Zeitraum | Wo. ges.                                  | Interpret                                 | Titel Autor(en) | Zusätzliche Informationen |
| (Zeitraum, Wochen auf Platz eins, Interpret, Titel, Autor[en], zusätzliche Informationen) |                                           |                                           | |                           |
| 29. Dezember 2006 – 8. Februar 2007 6 Wochen | 6                                         | Nelly Furtado                             | All Good Things (Come to an End) Nelly Kim Furtado, Timothy Z. Mosley, Floyd Nathaniel Hills, Christopher Anthony John Martin                                      | –                         |
| 9. Februar 2007 – 15. Februar 2007 1 Woche | 1                                         | Tokio Hotel                               | Übers Ende der Welt Dave Roth, Patrick Benzner, David Jost, Peter Hoffmann                                                                                         | –                         |
| 16. Februar 2007 – 22. Februar 2007 1 Woche | 1                                         | Herbert Grönemeyer                        | Lied 1 – Stück vom Himmel Herbert Arthur Grönemeyer | –                         |
| 23. Februar 2007 – 1. März 2007 1 Woche | 1                                         | Höhner                                    | Wenn nicht jetzt, wann dann? Jan-Peter Fröhlich, Peter Werner Jates, Ralf Rudnik, Henning Krautmacher, Hannes Schöner, Jens Streifling, Norbert Böll               | –                         |
| 2. März 2007 – 3. Mai 2007 9 Wochen (insgesamt 11) | 11                                        | DJ Ötzi & Nik P.                          | Ein Stern (… der deinen Namen trägt) Nikolaus Presnik | –                         |
| 4. Mai 2007 – 10. Mai 2007 1 Woche | 1                                         | Beyoncé & Shakira                         | Beautiful Liar Amanda Ghost, Ian Alec Harvey Dench, Beyoncé Gisselle Knowles, Mikkel Storleer Eriksen, Tor Erik Hermansen                                          | –                         |
| 11. Mai 2007 – 24. Mai 2007 2 Wochen (insgesamt 11) | 11                                        | DJ Ötzi & Nik P.                          | Ein Stern (… der deinen Namen trägt) Nikolaus Presnik | –                         |
| 25. Mai 2007 – 7. Juni 2007 2 Wochen | 2                                         | Mark Medlock                              | Now or Never Dieter Bohlen | –                         |
| 8. Juni 2007 – 12. Juli 2007 5 Wochen | 5                                         | Rihanna feat. Jay-Z                       | Umbrella Thaddis Laphonia Harrell Jr., Shawn C. Carter, Christopher A. Stewart, Terius Youngdell Nash                                                              | –                         |
| 13. Juli 2007 – 19. Juli 2007 1 Woche (insgesamt 4) | 4                                         | Mark Medlock & Dieter Bohlen              | You Can Get It Dieter Bohlen | –                         |
| 20. Juli 2007 – 26. Juli 2007 1 Woche | 1                                         | Monrose                                   | Hot Summer Mikkel R. Sigvardt, Thomas Skov Troelsen | –                         |
| 27. Juli 2007 – 16. August 2007 3 Wochen (insgesamt 4) | 4                                         | Mark Medlock & Dieter Bohlen              | You Can Get It Dieter Bohlen | –                         |
| 17. August 2007 – 23. August 2007 1 Woche | 1                                         | Azad feat. Adel Tawil                     | Prison Break Anthem (Ich glaub’ an dich) Adel El Tawil, Florian Fischer, Hamid Chizari, Navid Chizari, Azad Azadpour                                               | –                         |
| 24. August 2007 – 4. Oktober 2007 6 Wochen | 6                                         | Culcha Candela                            | Hamma! Andreas Herbig, Hanno Graf, Don Cali, Chino con Estilo, Lars Barragán De Luyz, Mateo Jasik, John Magiriba Lwanga, Osman Fernando Perdomo                    | –                         |
| 5. Oktober 2007 – 18. Oktober 2007 2 Wochen | 2                                         | Rihanna                                   | Don’t Stop the Music Michael J. Jackson, Frankie Storm, Tor Erik Hermansen, Mikkel Storleer Eriksen                                                                | –                         |
| 19. Oktober 2007 – 25. Oktober 2007 1 Woche | 1                                         | Die Ärzte                                 | Junge Farin Urlaub | –                         |
| 26. Oktober 2007 – 15. November 2007 3 Wochen | 3                                         | Plain White T’s                           | Hey There Delilah Tom Higgenson | –                         |
| 16. November 2007 – 22. November 2007 1 Woche | 1                                         | Alex C. feat. Y-ass                       | Du hast den schönsten Arsch der Welt Musik: Filippo Andrea Carmeni, Gianni Fontana, Maurizio Molella, Roberto Santini; Text: Alex Jörg Christensen, Peter Könemann | –                         |
| 23. November 2007 – 24. Januar 2008 9 Wochen | 9                                         | Timbaland presents OneRepublic            | Apologize Ryan B. Tedder | –                         |

## Alben
| ← 2006 ← | Liste der Nummer-eins-Alben in Deutschland | Liste der Nummer-eins-Alben in Deutschland | Liste der Nummer-eins-Alben in Deutschland     | 2008 →                    |
| \| Zeitraum \| Wo. ges. \| Interpret \| Titel \| Zusätzliche Informationen \| \| (Zeitraum, Wochen auf Platz eins, Interpret, Titel, zusätzliche Informationen) \| \| \| \| \| \| ------------------------------------------------------------------------------ \| -------- \| ---------------------- \| ---------------------------------------------- \| ------------------------- \| \| 22. Dezember 2006 – 11. Januar 2007 3 Wochen \| 3 \| Monrose \| Temptation \| – \| \| 12. Januar 2007 – 8. Februar 2007 4 Wochen (insgesamt 8) \| 8 \| Nelly Furtado \| Loose \| – \| \| 9. Februar 2007 – 1. März 2007 3 Wochen \| 3 \| Norah Jones \| Not Too Late \| – \| \| 2. März 2007 – 8. März 2007 1 Woche \| 1 \| Böhse Onkelz \| Vaya con Tioz [DVD] \| – \| \| 9. März 2007 – 15. März 2007 1 Woche \| 1 \| Tokio Hotel \| Zimmer 483 \| – \| \| 16. März 2007 – 19. April 2007 5 Wochen \| 5 \| Herbert Grönemeyer \| 12 \| – \| \| 20. April 2007 – 26. April 2007 1 Woche \| 1 \| Die Fantastischen Vier \| Fornika \| – \| \| 27. April 2007 – 3. Mai 2007 1 Woche \| 1 \| Avril Lavigne \| The Best Damn Thing \| – \| \| 4. Mai 2007 – 10. Mai 2007 1 Woche (insgesamt 8) \| 8 \| Nelly Furtado \| Loose \| – \| \| 11. Mai 2007 – 17. Mai 2007 1 Woche \| 1 \| Michael Bublé \| Call Me Irresponsible \| – \| \| 18. Mai 2007 – 24. Mai 2007 1 Woche \| 1 \| Reinhard Mey \| Bunter Hund \| – \| \| 25. Mai 2007 – 21. Juni 2007 4 Wochen \| 4 \| Linkin Park \| Minutes to Midnight \| – \| \| 22. Juni 2007 – 28. Juni 2007 1 Woche \| 1 \| Bon Jovi \| Lost Highway \| – \| \| 29. Juni 2007 – 19. Juli 2007 3 Wochen (insgesamt 4) \| 4 \| Mark Medlock \| Mr. Lonely \| – \| \| 20. Juli 2007 – 26. Juli 2007 1 Woche \| 1 \| LaFee \| Jetzt erst recht \| – \| \| 27. Juli 2007 – 2. August 2007 1 Woche (insgesamt 4) \| 4 \| Mark Medlock \| Mr. Lonely \| – \| \| 3. August 2007 – 9. August 2007 1 Woche (insgesamt 2) \| 2 \| beFour \| All 4 One \| – \| \| 10. August 2007 – 16. August 2007 1 Woche \| 1 \| The Rolling Stones \| The Biggest Bang [DVD] \| – \| \| 17. August 2007 – 23. August 2007 1 Woche \| 1 \| Sportfreunde Stiller \| La Bum \| – \| \| 24. August 2007 – 30. August 2007 1 Woche (insgesamt 2) \| 2 \| beFour \| All 4 One \| – \| \| 31. August 2007 – 6. September 2007 1 Woche \| 1 \| Elvis Presley \| The King \| – \| \| 7. September 2007 – 13. September 2007 1 Woche \| 1 \| Die Amigos \| Der helle Wahnsinn \| – \| \| 14. September 2007 – 27. September 2007 2 Wochen \| 2 \| Bushido \| 7 \| – \| \| 28. September 2007 – 11. Oktober 2007 2 Wochen \| 2 \| James Blunt \| All the Lost Souls \| – \| \| 12. Oktober 2007 – 18. Oktober 2007 1 Woche \| 1 \| Nightwish \| Dark Passion Play \| – \| \| 19. Oktober 2007 – 15. November 2007 4 Wochen \| 4 \| Mario Barth \| Männer sind primitiv, aber glücklich! [CD/DVD] \| – \| \| 16. November 2007 – 10. Januar 2008 8 Wochen \| 8 \| Die Ärzte \| Jazz ist anders \| – \| |                                            |                                            |                                                |                           |
| ← 2006 |                                            |                                            |                                                | → 2008 →                  |
| Zeitraum | Wo. ges.                                   | Interpret                                  | Titel                                          | Zusätzliche Informationen |
| (Zeitraum, Wochen auf Platz eins, Interpret, Titel, zusätzliche Informationen) |                                            |                                            |                                                |                           |
| 22. Dezember 2006 – 11. Januar 2007 3 Wochen | 3                                          | Monrose                                    | Temptation                                     | –                         |
| 12. Januar 2007 – 8. Februar 2007 4 Wochen (insgesamt 8) | 8                                          | Nelly Furtado                              | Loose                                          | –                         |
| 9. Februar 2007 – 1. März 2007 3 Wochen | 3                                          | Norah Jones                                | Not Too Late                                   | –                         |
| 2. März 2007 – 8. März 2007 1 Woche | 1                                          | Böhse Onkelz                               | Vaya con Tioz [DVD]                            | –                         |
| 9. März 2007 – 15. März 2007 1 Woche | 1                                          | Tokio Hotel                                | Zimmer 483                                     | –                         |
| 16. März 2007 – 19. April 2007 5 Wochen | 5                                          | Herbert Grönemeyer                         | 12                                             | –                         |
| 20. April 2007 – 26. April 2007 1 Woche | 1                                          | Die Fantastischen Vier                     | Fornika                                        | –                         |
| 27. April 2007 – 3. Mai 2007 1 Woche | 1                                          | Avril Lavigne                              | The Best Damn Thing                            | –                         |
| 4. Mai 2007 – 10. Mai 2007 1 Woche (insgesamt 8) | 8                                          | Nelly Furtado                              | Loose                                          | –                         |
| 11. Mai 2007 – 17. Mai 2007 1 Woche | 1                                          | Michael Bublé                              | Call Me Irresponsible                          | –                         |
| 18. Mai 2007 – 24. Mai 2007 1 Woche | 1                                          | Reinhard Mey                               | Bunter Hund                                    | –                         |
| 25. Mai 2007 – 21. Juni 2007 4 Wochen | 4                                          | Linkin Park                                | Minutes to Midnight                            | –                         |
| 22. Juni 2007 – 28. Juni 2007 1 Woche | 1                                          | Bon Jovi                                   | Lost Highway                                   | –                         |
| 29. Juni 2007 – 19. Juli 2007 3 Wochen (insgesamt 4) | 4                                          | Mark Medlock                               | Mr. Lonely                                     | –                         |
| 20. Juli 2007 – 26. Juli 2007 1 Woche | 1                                          | LaFee                                      | Jetzt erst recht                               | –                         |
| 27. Juli 2007 – 2. August 2007 1 Woche (insgesamt 4) | 4                                          | Mark Medlock                               | Mr. Lonely                                     | –                         |
| 3. August 2007 – 9. August 2007 1 Woche (insgesamt 2) | 2                                          | beFour                                     | All 4 One                                      | –                         |
| 10. August 2007 – 16. August 2007 1 Woche | 1                                          | The Rolling Stones                         | The Biggest Bang [DVD]                         | –                         |
| 17. August 2007 – 23. August 2007 1 Woche | 1                                          | Sportfreunde Stiller                       | La Bum                                         | –                         |
| 24. August 2007 – 30. August 2007 1 Woche (insgesamt 2) | 2                                          | beFour                                     | All 4 One                                      | –                         |
| 31. August 2007 – 6. September 2007 1 Woche | 1                                          | Elvis Presley                              | The King                                       | –                         |
| 7. September 2007 – 13. September 2007 1 Woche | 1                                          | Die Amigos                                 | Der helle Wahnsinn                             | –                         |
| 14. September 2007 – 27. September 2007 2 Wochen | 2                                          | Bushido                                    | 7                                              | –                         |
| 28. September 2007 – 11. Oktober 2007 2 Wochen | 2                                          | James Blunt                                | All the Lost Souls                             | –                         |
| 12. Oktober 2007 – 18. Oktober 2007 1 Woche | 1                                          | Nightwish                                  | Dark Passion Play                              | –                         |
| 19. Oktober 2007 – 15. November 2007 4 Wochen | 4                                          | Mario Barth                                | Männer sind primitiv, aber glücklich! [CD/DVD] | –                         |
| 16. November 2007 – 10. Januar 2008 8 Wochen | 8                                          | Die Ärzte                                  | Jazz ist anders                                | –                         |

## Jahreshitparaden
| ← 2006 ← | Liste der Jahres-Nummer-eins-Hits in Deutschland | Liste der Jahres-Nummer-eins-Hits in Deutschland           | Liste der Jahres-Nummer-eins-Hits in Deutschland | 2008 →   |
| \| Singles \| Position# \| Alben \| \| -------------------------------------------------------------------------------------------------------------------------------------------------------------- \| --------- \| ---------------------------------------------------------- \| \| Ein Stern (… der deinen Namen trägt) DJ Ötzi & Nik P. Nikolaus Presnik \| 1 \| Loose Nelly Furtado \| \| All Good Things (Come to an End) Nelly Furtado Nelly Kim Furtado, Timothy Z. Mosley, Floyd Nathaniel Hills, Christopher Anthony John Martin \| 2 \| 12 Herbert Grönemeyer \| \| Say It Right Nelly Furtado Nelly Kim Furtado, Timothy Z. Mosley, Floyd Nathaniel Hills \| 3 \| Minutes to Midnight Linkin Park \| \| Summer Wine Ville Valo & Natalia Avelon Lee Hazlewood \| 4 \| Männer sind primitiv, aber glücklich! [CD/DVD] Mario Barth \| \| Umbrella Rihanna feat. Jay-Z Thaddis Laphonia Harrell Jr., Shawn C. Carter, Christopher A. Stewart, Terius Youngdell Nash \| 5 \| Not Too Late Norah Jones \| \| Vom selben Stern Ich + Ich Musik: Annette Humpe, Flo Fischer, Sebastian Kirchner, Adel El Tawil; Text: Annette Humpe \| 6 \| Männersachen Roger Cicero \| \| Now or Never Mark Medlock Dieter Bohlen \| 7 \| I’m Not Dead P!nk \| \| You Can Get It Mark Medlock & Dieter Bohlen \| 8 \| Das große Leben Rosenstolz \| \| Shame Monrose Christian Ballard, Andrew Ian Murray, Pete Kirtley, Timothy Hawes \| 9 \| Fornika Die Fantastischen Vier \| \| Hamma! Culcha Candela Andreas Herbig, Hanno Graf, Don Cali, Chino con Estilo, Lars Barragán De Luyz, Mateo Jasik, John Magiriba Lwanga, Osman Fernando Perdomo \| 10 \| FutureSex/LoveSounds Justin Timberlake \| |                                                  |                                                            |                                                  |          |
| ← 2006 |                                                  |                                                            |                                                  | → 2008 → |
| Singles | Position#                                        | Alben                                                      |                                                  |          |
| Ein Stern (… der deinen Namen trägt) DJ Ötzi & Nik P. Nikolaus Presnik | 1                                                | Loose Nelly Furtado                                        |                                                  |          |
| All Good Things (Come to an End) Nelly Furtado Nelly Kim Furtado, Timothy Z. Mosley, Floyd Nathaniel Hills, Christopher Anthony John Martin | 2                                                | 12 Herbert Grönemeyer                                      |                                                  |          |
| Say It Right Nelly Furtado Nelly Kim Furtado, Timothy Z. Mosley, Floyd Nathaniel Hills | 3                                                | Minutes to Midnight Linkin Park                            |                                                  |          |
| Summer Wine Ville Valo & Natalia Avelon Lee Hazlewood | 4                                                | Männer sind primitiv, aber glücklich! [CD/DVD] Mario Barth |                                                  |          |
| Umbrella Rihanna feat. Jay-Z Thaddis Laphonia Harrell Jr., Shawn C. Carter, Christopher A. Stewart, Terius Youngdell Nash | 5                                                | Not Too Late Norah Jones                                   |                                                  |          |
| Vom selben Stern Ich + Ich Musik: Annette Humpe, Flo Fischer, Sebastian Kirchner, Adel El Tawil; Text: Annette Humpe | 6                                                | Männersachen Roger Cicero                                  |                                                  |          |
| Now or Never Mark Medlock Dieter Bohlen | 7                                                | I’m Not Dead P!nk                                          |                                                  |          |
| You Can Get It Mark Medlock & Dieter Bohlen | 8                                                | Das große Leben Rosenstolz                                 |                                                  |          |
| Shame Monrose Christian Ballard, Andrew Ian Murray, Pete Kirtley, Timothy Hawes | 9                                                | Fornika Die Fantastischen Vier                             |                                                  |          |
| Hamma! Culcha Candela Andreas Herbig, Hanno Graf, Don Cali, Chino con Estilo, Lars Barragán De Luyz, Mateo Jasik, John Magiriba Lwanga, Osman Fernando Perdomo | 10                                               | FutureSex/LoveSounds Justin Timberlake                     |                                                  |          |